# Manuela Margarido
Maria Manuela Conceição Carvalho Margarido (Roça Olímpia, Isla de Príncipe, 11 de septiembre de 1925 - Lisboa, 10 de marzo de 2007) fue una poetisa santotomense muy vinculada al combate anticolonialista sobre todo tras la masacre de Batepá.
Su madre provenía de Goa y Angola y padre era el juez de Oporto David Guedes de Carvalho, de origen judío portugués.
Asistió a un colegio franciscano en Valença y al Colégio do Sagrado Coração de Maria de Lisboa, y más tarde estudiaría teología, sociología y etnología en la École Pratique de Hautes Études y la Sorbona de París, donde trabajó como secretaria y bibliotecaria.
Tras la Revolución de los Claveles en 1974, volvió a Santo Tomé y luego sería embajadora de su país en Bruselas.
Más tarde, se mudó a Lisboa, donde ejerció varias funciones en la Universidad de Lisboa.